# Stora Kolsleven
Stora Kolsleven är en sjö i Flens kommun i Södermanland och ingår i Nyköpingsåns huvudavrinningsområde. Sjön har en area på 0,0586 kvadratkilometer och ligger 26,4 meter över havet.

## Delavrinningsområde
Stora Kolsleven ingår i det delavrinningsområde (655632-155676) som SMHI kallar för Mynnar i Västersjön. Medelhöjden är 48 meter över havet och ytan är 14,89 kvadratkilometer. Det finns ett avrinningsområde uppströms, och räknas det in blir den ackumulerade arean 16,14 kvadratkilometer. Henarån som avvattnar avrinningsområdet har biflödesordning 4, vilket innebär att vattnet flödar genom totalt 4 vattendrag innan det når havet efter 76 kilometer. Avrinningsområdet består mestadels av skog (57 procent) och jordbruk (23 procent). Avrinningsområdet har 1,16 kvadratkilometer vattenytor vilket ger det en sjöprocent på 7,8 procent. Bebyggelsen i området täcker en yta av 0,49 kvadratkilometer eller 3 procent av avrinningsområdet.